# Stensjökyrkan
Stensjökyrkan är en kyrkobyggnad i Mölndals kommun. Den tillhör Stensjöns församling i Göteborgs stift.

## Historia
År 1967 konstituerades Stensjöns småkyrkostiftelse, som hade till uppgift att samla in medel till en småkyrka i östra Mölndal. Men redan sedan 1949 hade Stiftelsen Heleneviks Församlingshem arbetat för att få ett församlingshem på platsen. 
Till en början var Stensjökyrkan en stadsdelskyrka i dåvarande Mölndals församling. Då Stensjöns församling bildades blev den församlingskyrka där.

## Kyrkobyggnaden
Kyrkan ligger i den norra delen av församlingen, i närheten av Stensjön och ett stycke från Gunnebo slott. Byggnaden är uppförd i gult tegel och togs i bruk 1974. Arkitekt var Kjell Malmqvist på Arne Nygård AB i Göteborg, som utförde en stor del av arbetet ideellt. Kyrkan invigdes den 9 mars 1974 av biskop Bertil Gärtner.
Vid en omfattande om- och tillbyggnad 1985–1986 tillkom kyrktorg, sakristia, församlingslokaler och pastorsexpedition. Återinvigningen ägde rum den 13 november 1986. En ytterligare utbyggnad ägde rum 2005 då kyrkorummet utvidgades genom att långväggen ut mot Gunnebogatan flyttades fyra meter närmare gatan.

## Inventarier
- En terrakottaskulptur föreställande en ängel är utförd av Hertha Hillfon.
- Dopfunten är ett hugget granitblock som är fast förankrat i södra väggen. Från en öppning i väggen rinner vatten ned i funten för att sedan rinna vidare.
- En ikon Gudsmodern utförd av Eva Forssell-Aronsson. Ikonen invigdes vid Stensjökyrkans 50-årsjubileum den 10 mars 2024.[2]

### Klocka
Kyrkklockan är synlig inifrån kyrkorummet. Den göts 1674 av Hans Ternanat med malm från en kyrkklocka från 1100-talet som ringts sönder 1588. Klockan hängde tidigare i Fässbergs gamla kyrka och flyttades till den nya 1887, men harmonierade inte med övriga klockor.

### Orglar
- Den första orgeln var byggd av J. Künkels Orgelverkstad 1974 och hade fem stämmor. Den ansågs för liten efter att kyrkan blivit församlingskyrka och byggts ut. Den flyttades därför till Apelgårdens kyrka.
- Dagens mekaniska orgel, som är tillverkad 1979 av Lindegren Orgelbyggeri AB, har nitton stämmor fördelade på huvudverk, bröstverk och pedalverk.